# Thecla sanctissima
Thecla sanctissima är en fjärilsart som beskrevs av Jörgensen 1935. Thecla sanctissima ingår i släktet Thecla och familjen juvelvingar. Inga underarter finns listade i Catalogue of Life.